# مات أوليري
مات أوليري (بالإنجليزية: Matt O'Leary)‏ هو ممثل أمريكي، ولد في 6 يوليو 1987 بشيكاغو في الولايات المتحدة.

## أعمال

### أفلام
- (2002)  جزيرة الأحلام المفقودة[5]
- (2004) معركة ألامو
- (2005) خراب
- (2005) قالب[6]
- (2007) موت قاسي 4[7][8][9]
- (2010) يوم الأم
- (2011) في الوقت المحدد[10][11]

## وصلات خارجية
- مات أوليري على موقع IMDb (الإنجليزية)
- مات أوليري على موقع روتن توميتوز (الإنجليزية)
- مات أوليري على موقع ألو سيني (الفرنسية)
- مات أوليري على موقع أول موفي (الإنجليزية)
- مات أوليري على موقع إن إن دي بي (الإنجليزية)
- مات أوليري على موقع قاعدة بيانات الفيلم (الإنجليزية)
- مات أوليري على موقع كينوبويسك (الروسية)